# انجماد جزئی

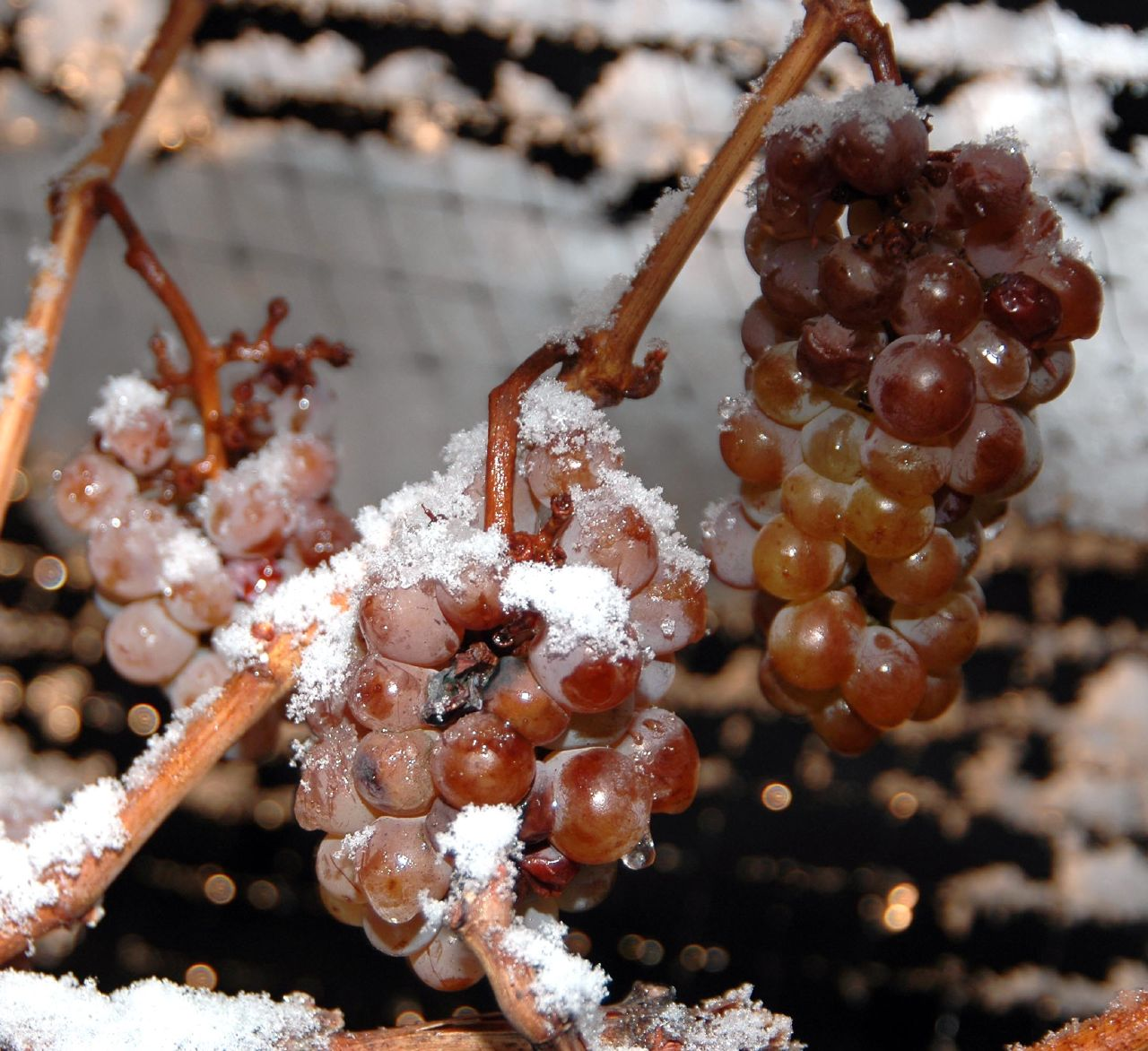
انجماد جزئی انگور برای تغلیظ شکر انگور برای تهیه شراب یخی

انجماد جزئی فرآیندی است که در مهندسی فرایند و شیمی برای جداسازی مواد با نقطه ذوب متفاوت استفاده می‌شود که می‌تواند با ذوب جزئی یک جامد انجام گیرد. به عنوان مثال، در پالایش منطقه‌ای سیلیکون یا فلزات، یا با بلورش جزئی یک مایع، مانند تقطیر انجمادی، که انجماد معمولی یا انجماد پیش‌رونده نیز نامیده می‌شود، انجام شود. نمونه اولیه به این ترتیب تکه‌تکه می‌شود (جداسازی به ذرات).
همچنین، بلورش (به انگلیسی: crystallization) جزئی می‌تواند با افزودن یک حلال رقیق به مخلوط، سرد کردن و غلیظ‌سازی مخلوط با تبخیر حلال حاصل شود؛ فرآیندی که به آن بلورش محلول می‌گویند. انجماد جزئی معمولاً برای تولید جامدات فوق خالص یا برای غلیظ‌سازی مایعاتی که به حرارت حساسند استفاده می‌شود.

## تقطیر منجمد

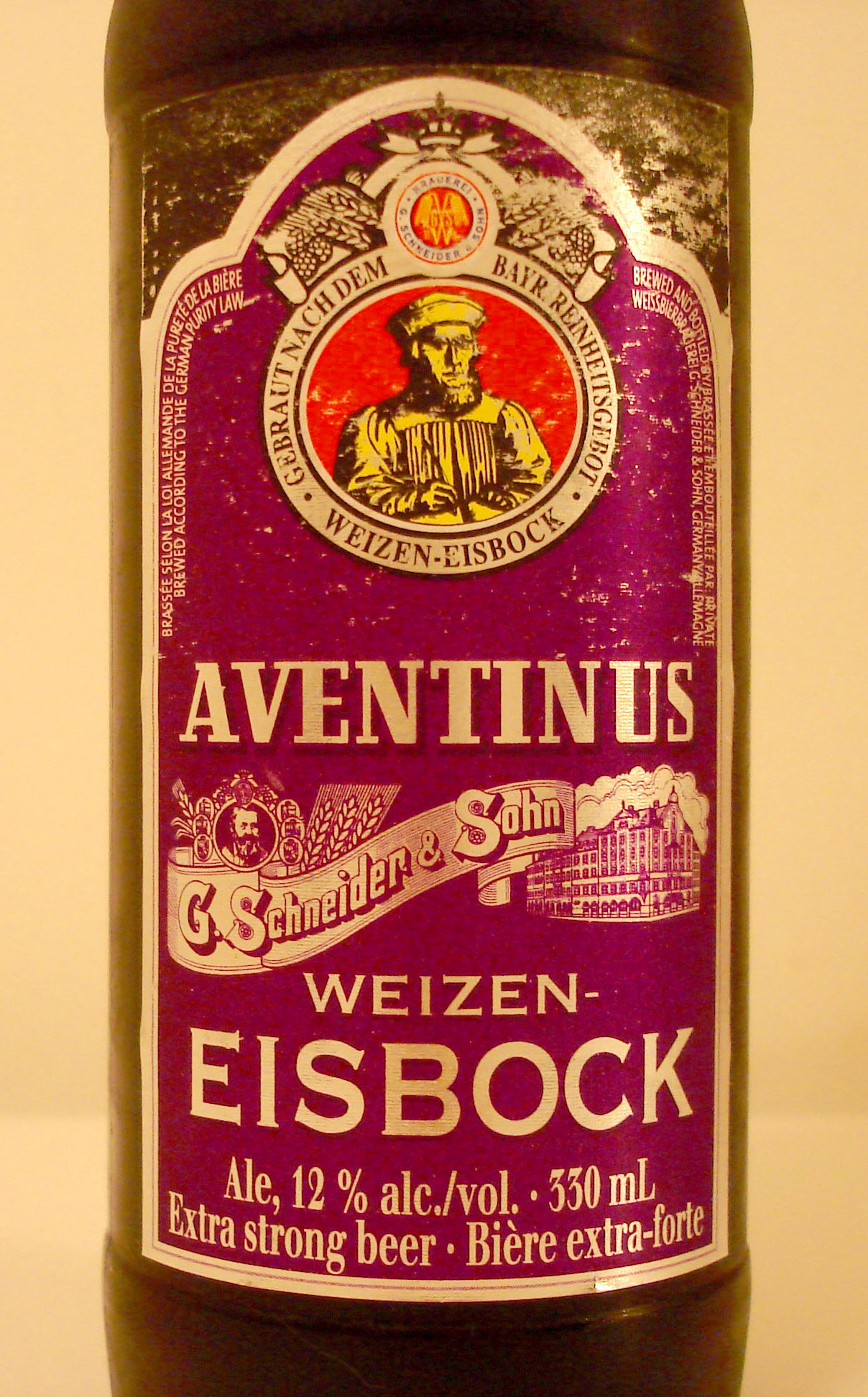
آبجو Eisbock (12% الکل) از طریق تقطیر انجمادی آبجو دوپلباک ایجاد شده‌است. بشکه‌های آبجو در ابتدا در خارج از منزل رها می‌شد تا تا حدی منجمد شود، سپس یخ آن برداشته می‌شد.

تقطیر منجمد نام غلطی است، زیرا این، تقطیر نیست، بلکه فرآیندی است برای غنی‌سازی یک محلول با انجماد جزئی آن و حذف مواد منجمدی که در مادهٔ محلول، ضعیف‌تر از قسمت مایع باقی‌مانده‌اند. چنین غنی‌سازی‌ای به موازاتِ غنی‌سازی با تقطیر واقعی است؛ جایی که بخش تبخیر شده و دوباره‌تغلیظ شده غنی‌تر از قسمت مایعِ باقی‌مانده‌است.
اتانول و آب مایع کاملاً قابل اختلاط هستند، اما اتانول عملاً در بستنی آبی نامحلول است. این بدان معناست که بستنی آبی تقریباً خالص را می‌توان با سرد کردن کافی، در مخلوط اتانول-آب بدون چربی رسوب داد. رسوب بستنی آبی از مخلوط، اتانول را در باقی‌ماندهٔ فاز مایع غنی می‌کند. سپس می‌توان این دو فاز را با فیلتر کردن یا تخلیه از همدیگر جدا کرد. دمایی که در آن بستنی آبی شروع به رسوب می‌کند به غلظت اتانول بستگی دارد. در نتیجه، در یک دما و غلظت اتانول معین، فرایند انجماد در نسبت خاصی از بستنی آبی و محلول اتانول غنی شده با غلظت اتانول خاص، به تعادل می‌رسد. دماها و نسبت‌های اختلاط این تعادل‌های فازی را می‌توان از نمودار فاز اتانول و آب خواند. حداکثر غنی‌سازی اتانول در فاز مایع در نقطه یوتکتیک اتانول و آب، تقریباً ۹۲٫۴ است. وزن-٪ اتانول در -۱۲۳ درجه سانتی گراد.
شناخته‌شده‌ترین نوشیدنی‌های تقطیر منجمد اپل جک و آبجو یخی هستند. شراب یخی نتیجه فرایند مشابهی است، اما در این مورد، انجماد قبل از تخمیر اتفاق می‌افتد و بنابراین این قند است و نه الکل که غلیظ می‌شود.

## پالایش مواد جامد
هنگامی که یک جامد خالص مطلوب است، دو موقعیت ممکن است رخ دهد. اگر آلاینده در جامد مدنظر محلول باشد، یک انجماد جزء به جزء چند مرحله‌ای لازم است، مشابه تقطیر چند مرحله‌ای. با این حال، اگر یک سیستم یوتکتیک تشکیل شود (مشابه با آزئوتروپ در تقطیر)، یک جامد بسیار خالص را تا زمانی می‌توان بازیابی کرد که مایع، در ترکیب یوتکتیک خود نباشد. (در این صورت یک جامد مخلوط تشکیل می‌شود، که جدا کردن آن می‌تواند سخت باشد) یا بالاتر از ترکیب یوتکتیک آن باشد (در این صورت جامد نامطلوب شکل می‌گیرد).

## غلظت مایعات
هنگامی که به تغلیظ یک فاز مایع نیاز است، انجماد جزئی، به دلیل سادگی می‌تواند مفید باشد. انجماد جزئی همچنین در تولید کنسانتره آب‌میوه و سایر مایعاتِ حساس به حرارت استفاده می‌شود، زیرا شامل حرارت‌دادن به مایع نمی‌شود (همان‌طور که در طول تبخیر اتفاق می‌افتد).

### نمک زدایی
از انجماد جزئی می‌توان برای نمک‌زدایی آب دریا استفاده کرد. در فرآیندی که به‌طور طبیعی با یخ دریا اتفاق می‌افتد، وقتی آب‌نمکِ منجمد تا حدی ذوب می‌شود، یخی با محتوایِ نمکِ بسیار پایین‌تری از خود به جای می‌گذارد. از آنجایی که کلرید سدیم نقطه ذوب آب را کاهش می‌دهد، نمک موجود در آب دریا در هنگام یخ زدن، از آب خالص خارج می‌شود که به آن دفع آب نمک می‌گویند. دریاچه‌های بزرگی از آب با شوری بالاتر، به نام پلینیا، در وسط شناورها تشکیل می‌شوند و آب، درنهایت به پایین فرومی‌رود. به همین ترتیب، آب منجمد با بیشترین غلظت نمک ابتدا ذوب می‌شود. هر دو روش شوری آب یخ‌زده باقی‌مانده را کاهش می‌دهد و پس از چندین بار اجرا، نتیجه قابل آشامیدن است.

### نوشیدنی‌های الکلی
انجماد جزئی می‌تواند به عنوان یک روش ساده برای افزایش غلظت الکل در نوشیدنی‌های الکلی تخمیر شده استفاده شود؛ فرآیندی که گاهی تقطیر انجمادی نامیده می‌شود. به عنوان مثال، اپل‌جک از سیب سفت و آبجو یخی ساخته شده‌است. در حالی که در عمل، قادر به تولید غلظت الکل قابل مقایسه با تقطیر نیست، این تکنیک، می‌تواند غلظتی را با تلاش بسیار کمتری نسبت به هر دستگاه تقطیر عملی به دست آورد. خطر تقطیر منجمد مشروبات الکلی این است که برخلاف تقطیر حرارتی، که می‌توان ناخالصی‌ها را از محصول نهایی جدا کرد، تقطیر منجمد آنها را از بین نمی‌برد؛ بنابراین نسبت ناخالصی‌ها ممکن است در مقایسه با حجم کل نوشیدنی افزایش یابد؛ البته نه لزوماً در مقایسه با مقدار اتانول! این غلظت ممکن است عوارض جانبی برای مصرف‌کننده ایجاد کند که منجر به خماری شدید و وضعیتی به نام «فلج سیب» شود (اگرچه این اصطلاح به‌سادگی برای اشاره به مسمومیت، به خصوص مسمومیت ناشی از اپل‌جک نیز استفاده می‌شود.)

### سوخت‌های جایگزین
انجماد جزئی معمولاً به عنوان یک روش ساده برای کاهش نقطه ژل بیودیزل و سایر سوخت‌های دیزلِ جایگزین استفاده می‌شود، به موجب آن، استرهایی که نقطه ژل بالاتر دارند، از استرهای نقطه ژل پایین‌تر با فیلتر سرد (یا روش‌های دیگر که برای کاهش نقطه ژلِ سوختِ جایگزینِ بعدی استفاده می‌شوند) از ترکیب سوخت حذف می‌شوند. این فرایند از طبقه‌بندی سوخت استفاده می‌کند که به موجب آن، اجزای ترکیب سوخت با نزدیک شدن به نقاط ژل مربوط خود، وزن مخصوص بالاتری ایجاد می‌کنند و بنابراین به ته ظرف فرومی‌روند، جایی که می‌توان آن‌ها را جدا کرد.